# Belmez (Córdoba)
Belmez ist eine spanische Gemeinde mit 2.818 Einwohnern (Stand: 2024) in der Provinz Córdoba in Andalusien. Sie liegt in der Comarca Valle del Guadiato.
Belmez ist berühmt für seine alten Kohlengruben, die viele Jahre lang in Betrieb waren und die Haupterschließungsquelle des Dorfes darstellten. Aus diesem Grund wurde 1924 die Praktische Schule für Bergleute gegründet. Heute ist sie eine polytechnische Universitätsschule, an der Bauingenieure, Energieressourceningenieure und Bergbauingenieure ausgebildet werden.

## Geographie
Die Gemeinde grenzt an Espiel, Fuente Obejuna, Hinojosa del Duque, Peñarroya-Pueblonuevo, Villanueva del Duque und Villanueva del Rey.

## Geschichte
Die Siedlung entstand nach der Reconquista um eine bereits bestehende Burg auf einem Hügel. Sie bildete bis 1250 eine Verwaltungseinheit mit dem benachbarten Fuente Obejuna und wurde danach aufgeteilt.
Seit Mitte des 19. Jahrhunderts ist der Bergbau der wichtigste Wirtschaftsmotor von Belmez. Unternehmen wie das „Sociedad Hullera y Metalúrgica de Belmez“ in der Gegend an, um die Vorkommen in der Umgebung auszubeuten. Die Aktivitäten des letzteren wurden von der „Sociedad Minera y Metalúrgica de Peñarroya“ (SMMP) in den Schatten gestellt, die bis zum Ende des 19. Jahrhunderts zum dominierenden Unternehmen geworden war.
Die Entwicklung des Bergbaus führte zu einem Bevölkerungswachstum, das in den 1870er Jahren die 10.000-Einwohner-Marke überschritt. Mehrere Eisenbahnlinien wurden gebaut, um den Export der geförderten Kohle in andere Gebiete zu erleichtern. Die erste davon war die 1868 eingeweihte Strecke Almorchón-Belmez, gefolgte Jahre später von der Strecke Córdoba-Belmez. Dadurch wurde Belmez zu einem wichtigen Eisenbahnknotenpunkt. 
Ab Mitte des 20. Jahrhunderts ging die Bergbautätigkeit zurück, was den wirtschaftlichen Niedergang der Region markierte.

## Sehenswürdigkeiten
- Der Dolmen von Fuente del Corcho liegt südlich von Belmez.
- Burg von Belmez